# مدوجیتسا
مدوجیتسا (به صربی: Medveđica) یک منطقهٔ مسکونی در صربستان است که در ژاگوبیتسا واقع شده‌است. مدوجیتسا ۴۴ نفر جمعیت دارد.